# Nathalie Zand
Natalia Zylberlast-Zand (entre el 1883 i el 1884, Varsòvia-23 o 24 de setembre, 1942) va ser una neuròloga polonesa jueva.
Era filla de David i Emilia de Batawia. Va realitzar investigacions i va col·laborar regularment en revistes mèdiques franceses. Va treballar estretament amb Edward Flatau, considerat el fundador de la neurologia moderna. El 1930 publica el seu llibre Les plexus choroïdes: Anatomie, physiologie, pathologie sobre el plexe coroide. Abans de la Segona Guerra Mundial va treballar a l'hospital jueu de Czyste, a Varsòvia.
Durant la guerra va ser empresonada al gueto de Varsòvia, on va continuar treballant com a metgessa. La nit del 23 al 24 de setembre de 1942, va ser deportada a la presó de Pawiak, on probablement va ser executada.